# تماس‌پایان
تماس‌پایان (به لاتین: Tactopoda) یک کلاد پیشنهادی از جانوران دهان‌نخستیان و دربرگیرندهٔ خرس آبی و بندپایان است که توسط مشاهدات ریخت‌شناسی گوناگونی پشتیبانی می‌شود.

## رده‌بندی پیشنهادی
- شاخه خرس آبی
  - رده هوکندروان
  - رده دگرکندروان
  - رده میان‌کندروان
- شاخه بندپایان
  - رده عنکبوت دریایی (؟)
  - کلاد عنکبوت‌ریختان
    - رده † تریلوبیت
    - راسته † آگلاسپیدا
    - راسته † Strabopida
    - رده عنکبوت دریایی (؟)
    - راسته † Cheloniellida
    - زیرشاخه گیره‌داران
      - رده تیغ‌دمان
      - رده † پهن‌بال‌سانان
      - رده † Chasmataspidida
      - رده عنکبوت دریایی (؟)
      - رده عنکبوتیان

  - کلاد آرواره‌داران
    - راسته † Euthycarcinoidea
    - زیرشاخه هزارپایان
      - رده لب‌پایان
      - رده کوتوله‌پایان
      - رده هزارپاییان
      - رده خردپایان

    - کلاد همه‌سخت‌پوستان
      - کلاد اولیگوسترکا
        - رده صدفیان
        - رده Ichthyostraca

      - کلاد Altocrustacea
        - کلاد Multicrustacea
          - رده هگزاناپلیا
          - رده نرم‌زرهیان
          - رده Thecostraca

        - کلاد آلوتریوکاریدا
          - رده آبشش‌پایان
          - کلاد Miracrustacea
            - بالارده Xenocarida
              - رده خرچنگان
              - رده گوش‌پایان

            - زیرشاخه شش‌پایان
              - رده پیراتباری درون‌آروارگان
              - کلاد برون‌آروارگان
                - رده حشرات